# Arne Stephan
Arne Stephan (Buchholz in der Nordheide, 10 novembre 1982) è un attore e doppiatore tedesco.

## Biografia
Dal 1999 al 2002 si è formato come attore teatrale presso la Stage School of Music, Dance and Drama di Amburgo, dove in seguito, ha preso parte a diverse produzioni.
Dal 2006 al 2008 ha interpretato il doppio ruolo di Marc e Viktor Hansen nella soap opera Gute Zeiten, schlechte Zeiten. Dal 16 novembre 2009 al 17 settembre 2010 ha interpretato il ruolo di Mark Braun nella soap opera di Sat.1 Eine wie keine.

## Filmografia

### Televisione
- Gute Zeiten, schlechte Zeiten - serie TV (2006-2008)
- Hamburg Distretto 21 (Notruf Hafenkante) - serie TV (2007)
- Eine wie keine - serie TV (2009-2010)
- Guardia costiera (Küstenwache) - serie TV (2011)
- Danni Lowinski - serie TV (2011)
- Squadra Speciale Cobra 11 (Alarm für Cobra 11 – Die Autobahnpolizei) - serie TV (2015)
- Medici in corsia (In aller Freundschaft - Die jungen Ärzte) - serie TV (2015)
- Zoo Doctor (Tierärztin Dr. Mertens) - serie TV (2016)
- Circle of Life (Familie Dr. Kleist) - serie TV (2018)
- In aller Freundschaft - serie TV (2019)

## Doppiaggio
- Lakeith Stanfield in Straight Outta Compton,  Atlanta, Death Note - Il quaderno della morte, Sorry to Brother You, Millennium - Quello che non uccide, Diamanti grezzi
- Laverne Cox in Orange Is the New Black, Grandma
- Marco Sanchez in Super 8
- Jesse Lee Soffer in In Time
- Shazad Latif in L'uomo che vide l'infinito
- Ioan Gruffudd in Playing It Cool
- Toby Kebbell in Gold - La grande truffa
- Lee Joon-gi in  Resident Evil: The Final Chapter
- Jeffrey Bowyer-Chapman in Nonno scatenato
- Max Greenfield in Il castello di vetro
- Johan Widerberg in The Wife - Vivere nell'ombra
- Theo Devaney in Un principe per Natale
- Gwilym Lee in Bohemian Rhapsody
- Andrew Lees in Macchine mortali
- Chris Geere in Pokémon: Detective Pikachu
- Andrew Lees in Macchine mortali
- Mena Massoud in Aladdin
- Park Seo-joon in The Marvels
- Rafael Casal in Loki

### Serie televisive d'animazione
- Uryū Ishida in Bleach
- Eijiro Kirishima in My Hero Academia
- Uryū Ishida in Bleach
- Fong in Teenage Mutant Ninja Turtles - Tartarughe Ninja
- Wing in Hunter × Hunter
- Clutch Powers in LEGO Ninjago
- Zuzo in Elena di Avalor
- Ant-Man in What If...?